# ترسبات بحيرية

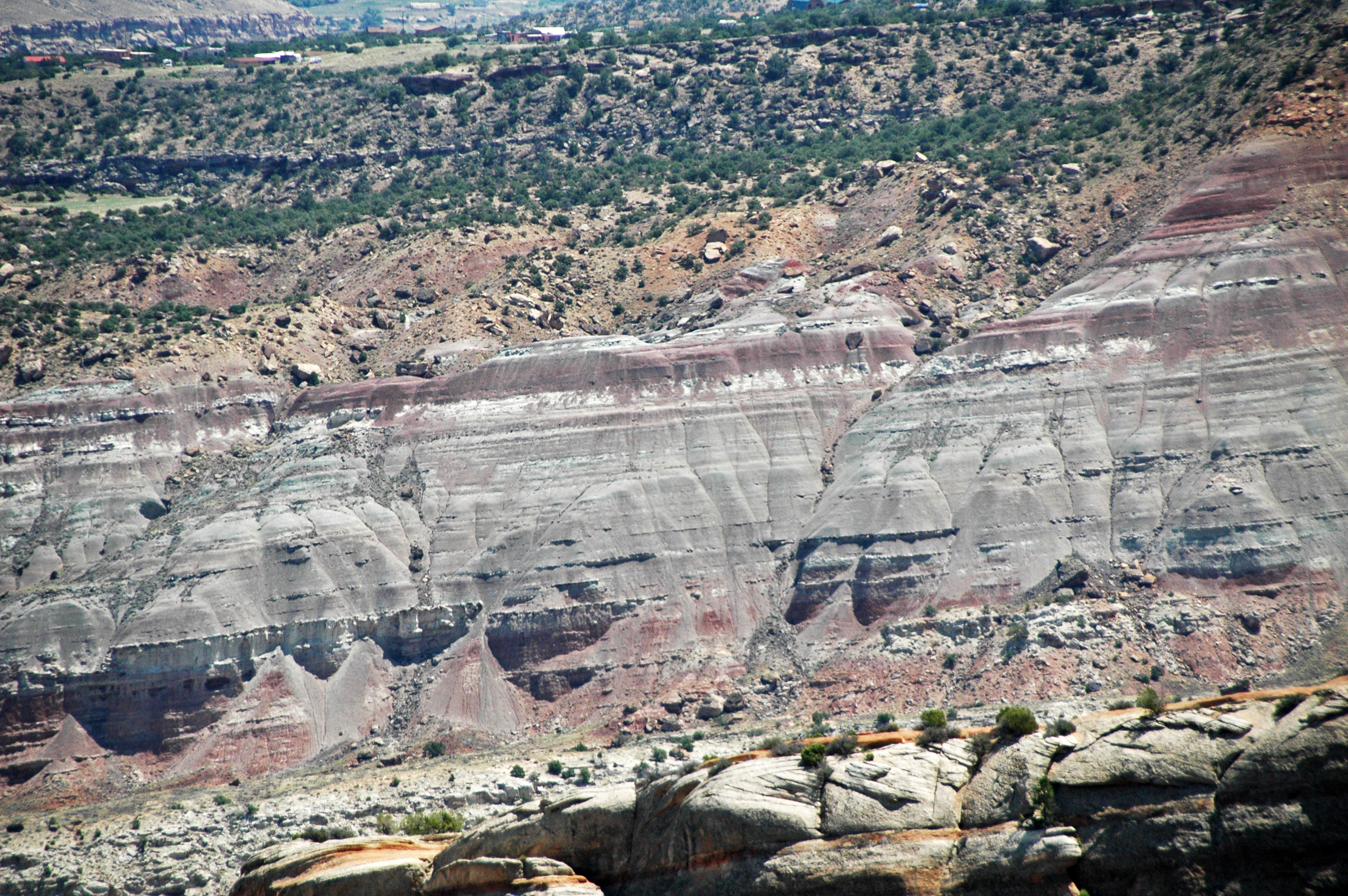

الترسبات البحيرية (بالإنجليزية: Lacustrine deposits)‏، هي ترسبات تكونت في مياه البحيرة، ثم ظهرت على السطح نتيجة إما لانخفاض مستوى المياه أو ارتفاع قعر البحيرة. يتراوح ملمس هذه الرواسب من الرملي إلى الطيني.